# Staňkov
Staňkov (deutsch Stankau, älter auch Stenkau) ist eine Stadt in Tschechien. Sie liegt 16 Kilometer nordöstlich von Domažlice und gehört zum Okres Domažlice.

## Geographie

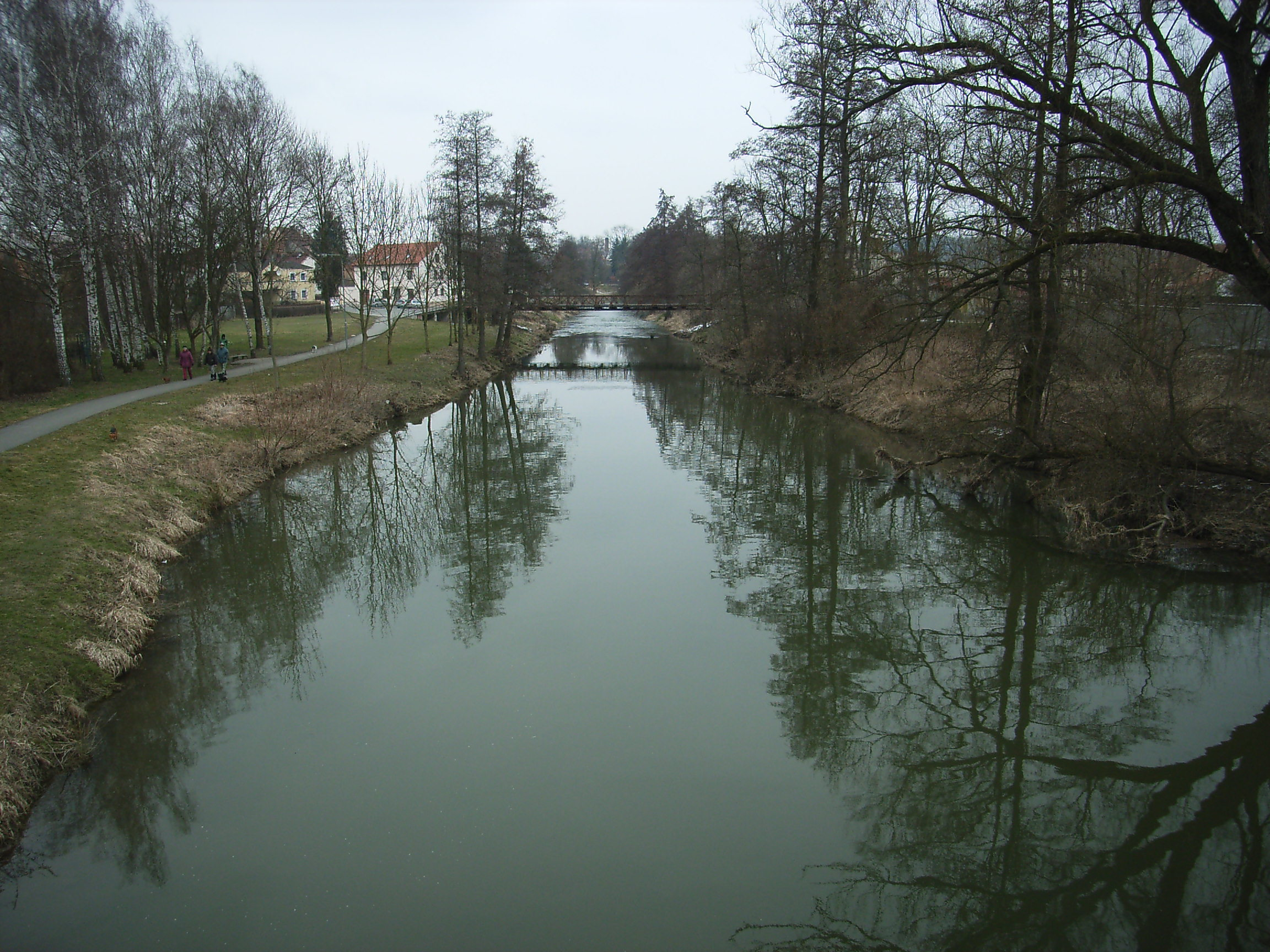
Radbuza in Staňkov (2013)

Staňkov befindet sich beiderseits der Radbuza am Fuße des Mastník (431 m) im Pilsener Hügelland. Am südwestlichen Stadtrand mündet die Zubřina in die Radbuza. Östlich erhebt sich der Holubí hlava (475 m) und im Nordosten der Kamenná hora (507 m).
Nachbarorte sind Štichov, Kvíčovice und Ohučov im Norden, Dolní Kamenice und Horní Kamenice im Nordosten, Krchleby, Vytůň und Lhota im Osten, Čermná im Südosten, Hlohová im Süden, Vránov im Südwesten, Puclice im Westen sowie Čečovice im Nordwesten.

## Geschichte
Staňkov entstand 1951 durch den Zusammenschluss der zuvor selbständigen Orte Ves Staňkov (Dorf Stankau) und Městys Staňkov (Markt Stankau). Im Jahre 1960 wurde Staňkov zur Stadt erhoben.

### Ves Staňkov (Dorf Stankau)
Erstmals urkundlich erwähnt wurde das linksseitig der Radbuza gelegene Dorf im Jahre 1233, als es im Besitz der Gebrüder Ritter Witla und Prkosz ze Stancowic auf Burg Lacembok war. 1271 verkaufte Witlo ze Stancowic das Dorf an das Kloster Chotěšov. Nach dessen Zerstörung durch die Hussiten im Jahre 1421 gehörte dessen Besitz verschiedenen weltlichen Besitzern. 1576 erwarben die Herren von Lobkowicz auf Bischofteinitz das Dorf. Dorf Stankau verblieb bis zur Ablösung der Patrimonialherrschaften im Jahre 1848 bei Bischofteinitz und wurde dann zu einer selbständigen Gemeinde. Die Güter besaß die Herrschaft bis zur Enteignung im Jahre 1945.

### Městys Staňkov (Markt Stankau)
Die erste Erwähnung des rechts der Radbuza befindlichen Marktes Staňkov erfolgte im Jahre 1367. Wie auch das gegenüberliegende Dorf gehörte der Markt dem Kloster Chotěšov. Nach dessen Zerstörung durch die Hussiten gelangte der Ort 1425 als Pfand an Zdeňek z Drštky, den Besitzer der Herrschaft Bischofteinitz.
Im Jahre 1602 erhielt der Ort das Braurecht und es entstand die Brauerei. Nach der Schlacht am Weißen Berg verloren die Herren von Lobkowicz ihren Besitz in Bischofteinitz und ab 1623 kam der Markt an das Kloster Chotěšov zurück. 1639 erhielt Markt Stankau das Recht zur Erhebung der Maut über die Radbuza. 1647 entstand eine Poststation. 1690 wurden dem Ort Marktprivilegien verliehen. Seit 1800 führt der Ort ein Stadtwappen. Nach der Säkularisation des Klosters im Jahre 1782 erwarb Fürst Karl Alexander von Thurn und Taxis 1822 die Herrschaft Chotěšov für 1.080.000 Gulden aus dem Religionsfonds. Die Thurn und Taxis hielten die Güter in Markt Stankau ebenfalls bis 1945. 1867 wurde die stillgelegte Glashütte zu einer Keramischen Fabrik umgebaut. Die Stankauer Aktien-Brauerei nahm 1873 den Betrieb auf und wurde zwei Jahre später aus finanziellen Gründen an die Grafen von Trauttmansdorff verkauft. 1908 wurde für die Brauerei ein Gravitationswasserwerk errichtet, das heute zur Trinkwasserversorgung der Stadt dient.

## Stadtgliederung
Die Stadt Staňkov besteht aus den Ortsteilen Krchleby (Stirchlep), Ohučov (Autschowa), Staňkov I, früher Městys Staňkov (Markt Stankau), Staňkov II, früher Ves Staňkov (Dorf Stankau) und Vránov (Franowa).
Das Gemeindegebiet gliedert sich in die Katastralbezirke Krchleby u Staňkova, Ohučov, Staňkov-město, Staňkov-ves und Vránov.

## Sehenswürdigkeiten

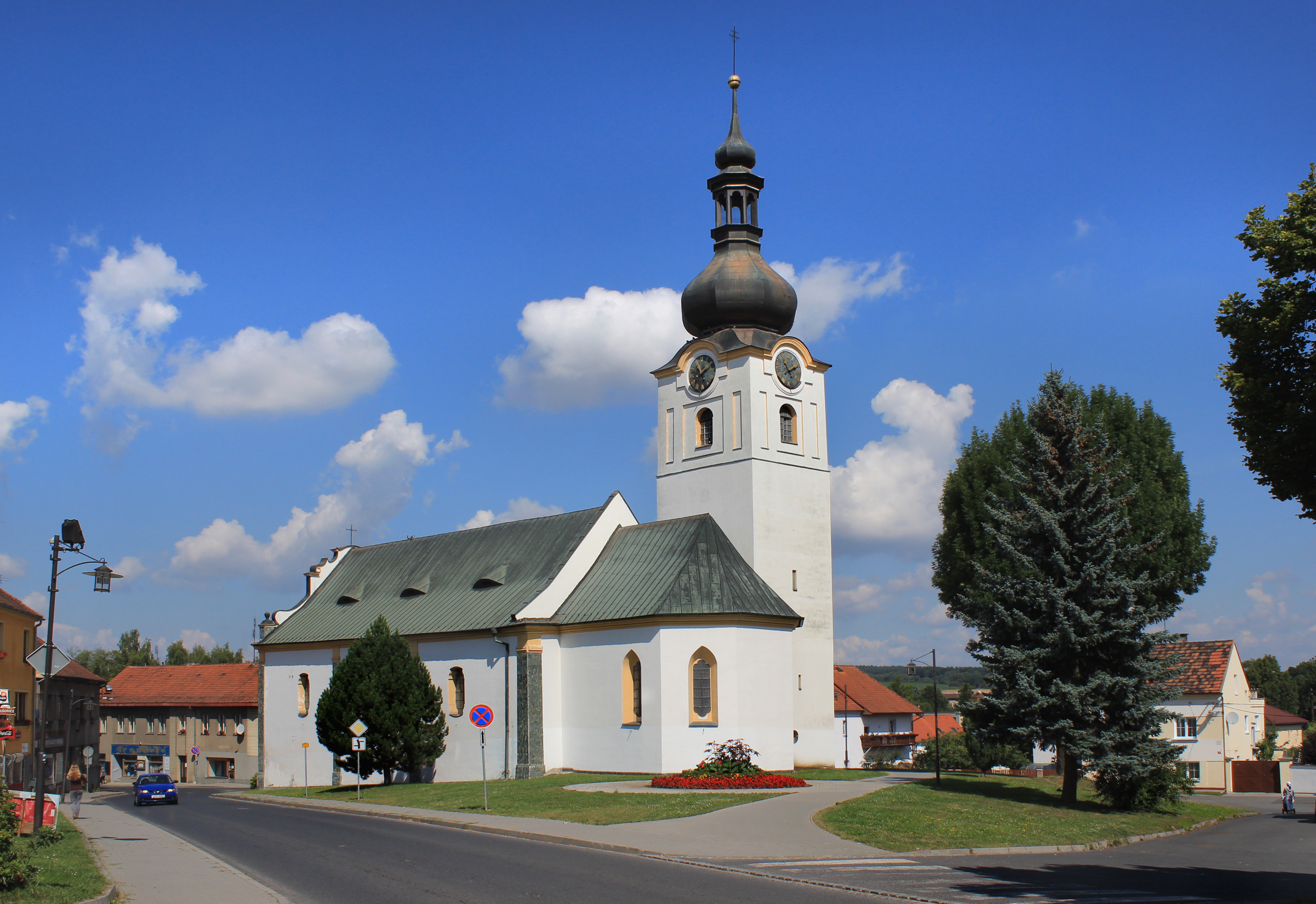
Kirche Jakobus des Älteren in Staňkov (2014)

- Kirche Jakobus des Älteren in Staňkov II, errichtet im 15. Jahrhundert und 1673 barockisiert
- Kapelle der Jungfrau Maria von Lourdes, auf dem Mastník
- ehemalige Brauerei
- altes Rathaus, Spätbarockbau aus dem 18. Jahrhundert
- Eisenbetonbrücke über die Radbuza
- Statue des Hl. Johannes von Nepomuk
- Reste der Burg Lacembok über dem Tal des Srbický potok, östlich der Stadt

## Verkehr
Etwa 2,5 nordwestlich der Stadtmitte liegt der Flugplatz Staňkov.

## Söhne und Töchter der Stadt
- Hynek Ignác Amerling (1837–1912), Maler
- Josef Mathauser (1846–1917), Maler
- František Wenig (1849–1922), Pädagoge und Schriftsteller
- Julius Mathauser (1857–1885), Maler
- Adolf Wenig (1874–1940), Schriftsteller und Librettist. Wenig schuf das Libretto zu Antonín Dvořáks Oper Die Teufelskäthe ( Čert a Káča)
- Josef Wenig (1885–1939), Maler und Theatergestalter